# Fagopyrum leptopodum
Fagopyrum leptopodum är en slideväxtart som först beskrevs av Friedrich Ludwig Diels, och fick sitt nu gällande namn av Hedb.. Fagopyrum leptopodum ingår i släktet boveten, och familjen slideväxter. Utöver nominatformen finns också underarten F. l. grossii.